# 境界層遷移
境界層遷移（きょうかいそうせんい、英語：Laminar-turbulent transition）とは、流体力学の流れにおいて層流の境界層が乱流に変化する過程である。層流乱流遷移とも呼ぶ。この過程は非常に複雑であり、現在完全には解明されていない。

## 遷移段階
自然に起こる遷移の初期段階は受容性の段階と呼ばれ、境界層外側の自由流れにおける外乱(自由乱流、表面荒さ、音響ノイズ等)が、境界層内部の不安定振動に変化する。境界層内部にでは、非常に広い帯域の外乱が存在する。多くの周波数は減衰するが、ごく限られた周波数帯が流れに沿って発展して行く。
第2段階では、幾つかの不安定な乱れが指数関数的に成長する。この過程は線型であるので、線型の安定論によってよく記述することができ、それに従うとこの乱れは最も不安定なモードということになる。亜音速の非圧縮性気体の境界層においては、初期の不安定性が遷移を引き起こし、最終的に Tollmien-Schlichting 波（TS波）を生み出す。
第3段階では、乱れの振幅が非常に大きくなり非線形な効果を引き起こすようになる。低レイノルズ数では、初期の振幅では直ちに遷移は起こらない。非線形な効果が発生するには、初めに境界層内部で一定の距離に渡って発達しなければならない。こうして横方向に均等な一様流れが、乱れの非線形な相互作用により加振される。この第3段階では、一様であった境界層の形はゆがめられ、厚さは流れの方向に対して大きく変化する。
境界層のゆがみは波打つように発達して第4段階に到達する。第4段階では、境界層は不安定な3次元高周波外乱となる。この周波数は初期段階のものからくらべて1桁大きく、第2の不安定性と呼ばれる。これらの高周波外乱は最終的に爆発的に発達し、最終的に第5段階である乱流になる。
近年は振幅の範囲や物体表面上での遷移点の位置が特定されるようになり、外乱の振幅や周波数に依存するだけでなく、物理的な特質にも依存することが明らかになっている。すなわち、ある種の外乱は簡単に境界層に入り込んで TS波を引き起こす一方で、違う外乱ではそうならない場合がある。
したがって、境界層遷移は依然として理論的な説明が完全とは言えない。